# 니시키기촌
니시키기촌(錦木村)은 아키타현 가즈노군에 있던 촌이다.

## 역사
- 1889년 4월 1일 - 정촌제 시행에 의해 2촌의 구역으로 성립하였다.
- 1955년 3월 31일 - 게마나이정과 합병해 도와다정이 성립하였다. 동일 니시키기촌이 폐지되었다.

## 교통

### 철도
- 일본국유철도 하나와 선

### 도로
- 현도 모리오카 게마나이선 (현:국도 제282호선)